# Гродзиськ-Мазовецький
Гро́дзиськ-Мазове́цький (пол. Grodzisk Mazowiecki) — місто в центральній Польщі.
Адміністративний центр Гродзиського повіту Мазовецького воєводства.
Тут народився відомий польський, а потім аргентинський гросмейстер Мечислав (Мігель) Найдорф.

## Демографія
Демографічна структура станом на 31 березня 2011 року:
|          | Загалом | Допрацездатний вік | Працездатний вік | Постпрацездатний вік |
| -------- | ------- | ------------------ | ---------------- | -------------------- |
| Чоловіки | 13720   | 2866               | 9360             | 1494                 |
| Жінки    | 15643   | 2782               | 9140             | 3721                 |
| Разом    | 29363   | 5648               | 18500            | 5215                 |